# Synodontis multipunctatus
Synodontis multipunctatus е вид лъчеперка от семейство Mochokidae.

## Разпространение
Видът е разпространен в Бурунди, Демократична република Конго, Замбия и Танзания.